# Vilken underbar Frälsare har jag
Vilken underbar Frälsare har jag är en psalm med text och musik skriven av Frederick A. Graves. Texten översattes till svenska 1930 av Paul Ongman.

## Publicerad i
- Segertoner 1988 som nr 457 under rubriken "Ur kyrkoåret – Jesu lidande och död – fastetiden".[1]